# サン・ジョルジョ・ス・レニャーノ
サン・ジョルジョ・ス・レニャーノ（伊: San Giorgio su Legnano）は、イタリア共和国ロンバルディア州ミラノ県にある、人口約6,800人の基礎自治体（コムーネ）。

## 地理

### 位置・広がり

#### 隣接コムーネ
隣接するコムーネは以下の通り。
- ブスト・ガロルフォ
- カネグラーテ
- レニャーノ
- ヴィッラ・コルテーゼ

### 地震分類
イタリアの地震リスク階級 (it) では、4 に分類される
。